# Gilles Gauci
Pour les articles homonymes, voir Gauci et Gauci (homonymie).
Gilles Gauci, né le 8 février 1959 à Angers (Maine-et-Loire), est un comédien français, connu pour son rôle de Don Camillo dans l'adaptation au théâtre par Gerold Theobalt, tirée de la série des Don Camillo de Giovannino Guareschi.
Il est le fondateur et dirigeant d'une compagnie théâtrale, le « Théâtre du Verseau de Cannes », crée en 2003 dans les Alpes-Maritimes.

## Biographie

### Formation et parcours
Gilles Gauci est un comédien français, producteur, metteur en scène, né à Angers d'une mère au foyer française d’origine corse et d'un père français d’origine maltaise, qui était officier dans la Police nationale.
Élève à l'institut Stanislas de Cannes de 1970 à 1975, sa vocation d'acteur naît à quatorze ans en colonie de vacances à La Bollène-Vésubie, grâce au directeur de la colonie qui lui demande d’écrire une pièce de théâtre et de monter sur scène à la fin des vacances.
Après son retour du service militaire dans la Marine nationale en 1978, il mène une carrière dans la fonction publique territoriale.
Vingt ans plus tard, en 1998, il décide de retourner sur scène. Pendant deux ans à la Compagnie 73 de Cannes, Gilles Gauci s’essaie aux grands classiques du patrimoine français : le Cardinal Malaspina dans Lorenzaccio de Alfred de Musset, Argan dans Le Malade imaginaire de Molière, Créon dans Antigone de Sophocle, et enfin dans Jeux de massacre, une pièce d’Eugène Ionesco.
Deux ans plus tard, il rejoint une compagnie de théâtre à Mougins et participe à la majeure partie de ses créations pendant trois ans.
Parallèlement, entre 2003 et 2006 il incarne à la télévision plusieurs rôles dont certains récurrents dans des feuilletons comme Sous le soleil ou Une femme d'honneur.
Il va ensuite monter sur les planches en rejoignant diverses compagnies jusqu’à ce qu’il crée la sienne en décembre 2003, la compagnie de « Théâtre du Verseau de Cannes ».
Sa première création, Duos sur Canapé, en 2005, restera plus de deux ans à l’affiche.

### Théâtre

#### La Trilogie marseillaise

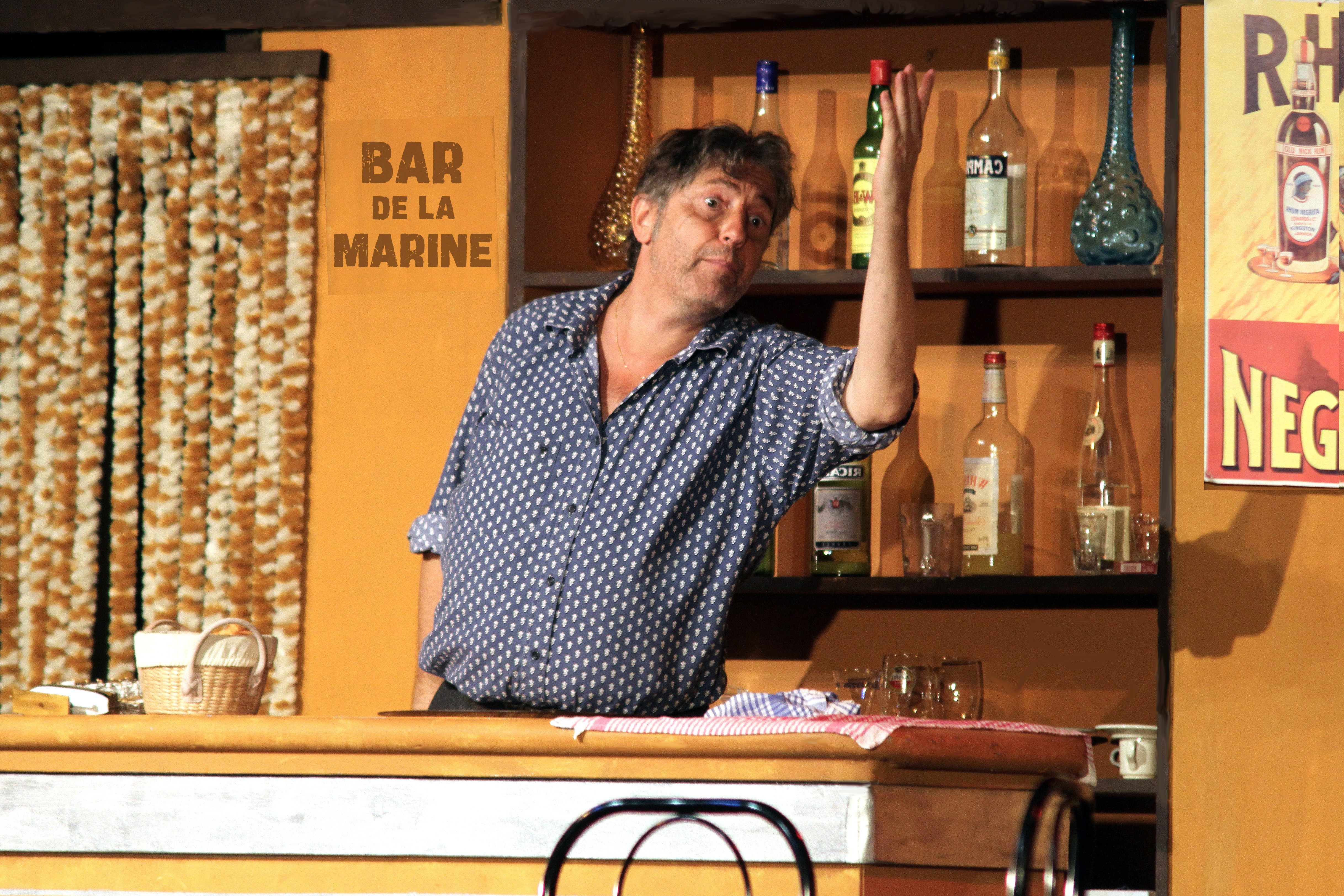
Gilles Gauci en César dans une scène de la pièce De Marius à César, en Compagnie de Marcel Pagnol au théâtre romain de Fréjus (2011)

En 2006 débute une longue collaboration avec le monde provençal, qui commence par l’adaptation de la Trilogie marseillaise de Marcel Pagnol. L’année suivante, le Théâtre du Verseau s’oriente vers l’adaptation de romans issus du terroir provençal, genre qui deviendra sa spécialité. Ainsi, durant cinq ans Gilles Gauci tiendra le rôle de César, le patron du Bar de la Marine, dans la pièce De Marius à César, en compagnie de Marcel Pagnol, une adaptation de la Trilogie marseillaise (Marius, Fanny, César), qui lui vaudra, par ailleurs, le parrainage amical de Michel Galabru. Il poursuit dans cette direction en 2009 avec Manon des Sources, où il jouera le rôle du prêtre et, comme la soutane l’inspire, il pense bientôt à un autre curé, celui-là mondialement connu, qu’il interprétera quelques années plus tard : Don Camillo.
Il enchaîne alors naturellement avec une pièce épistolaire élaborée à partir de la correspondance entre Jules Raimu et Marcel Pagnol, deux personnalités sacrés du cinéma et du théâtre français, Jules et Marcel. C’est ainsi que des sociétés privées vont faire appel à lui pour incarner des personnages comme celui du Papet dans Manon des Sources ou du boulanger dans La Femme du boulanger.

#### Don Camillo

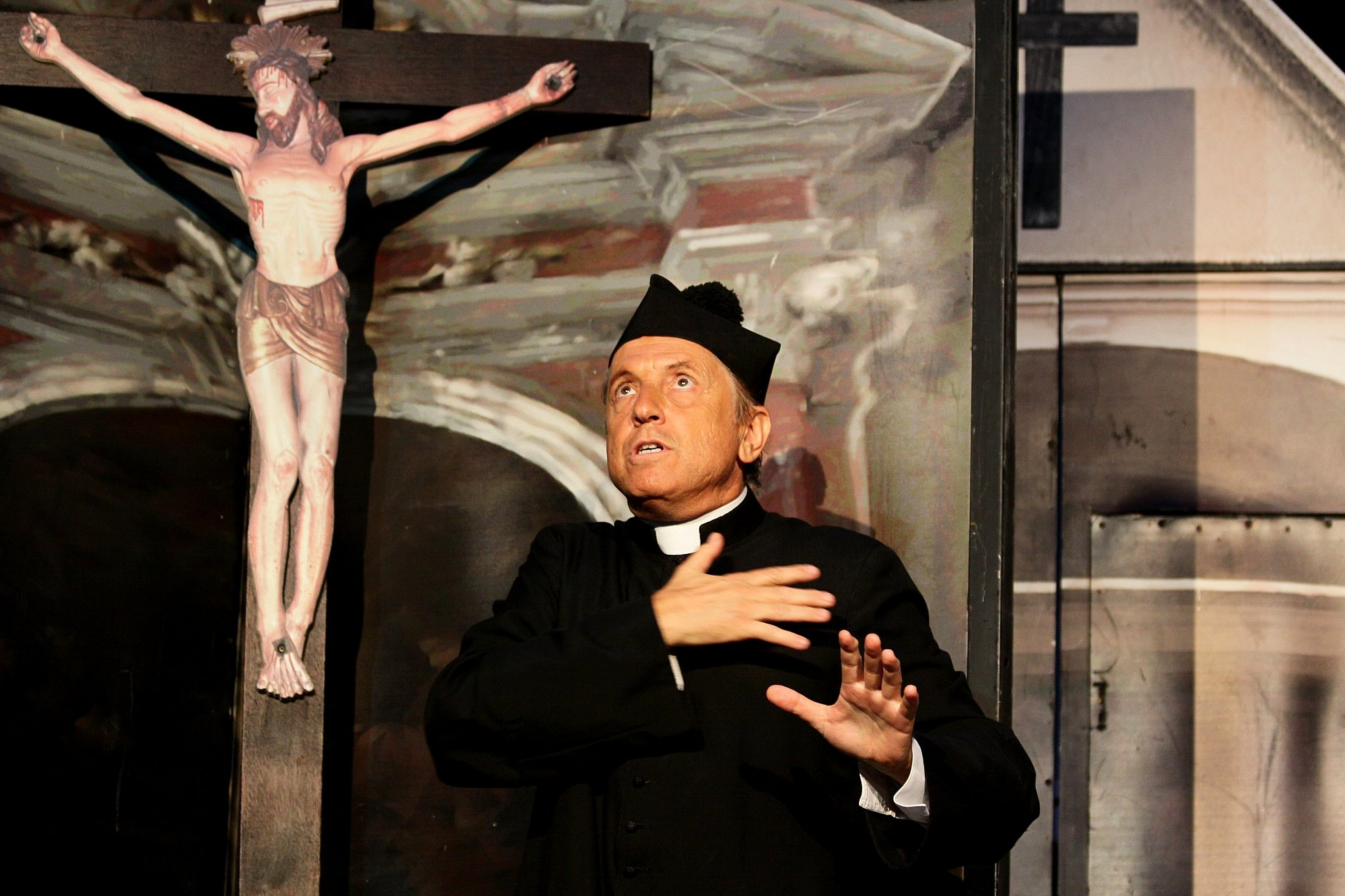
Gilles Gauci dans une scène de La Grande Bagarre de Don Camillo (2017)

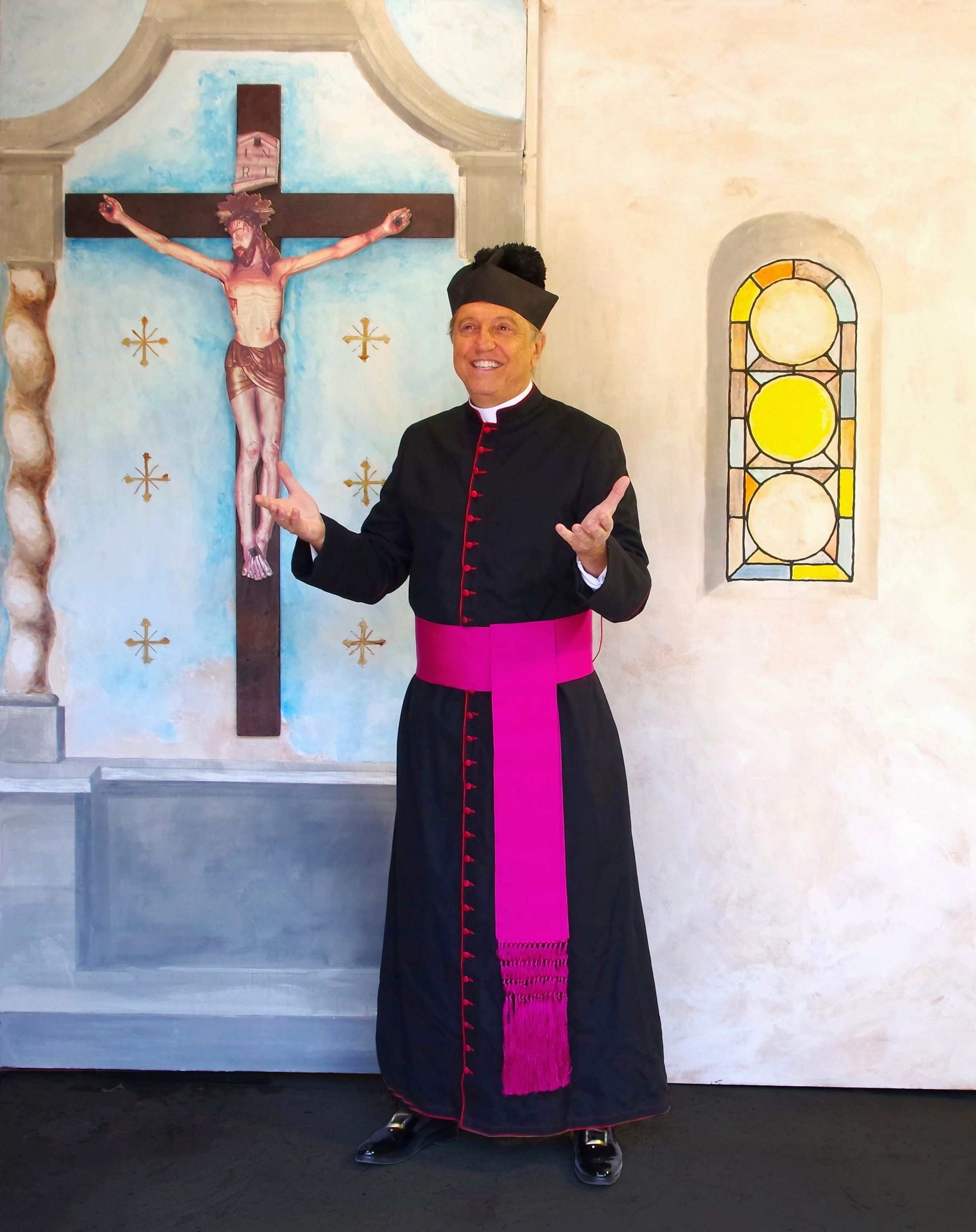
Gilles Gauci dans le rôle de Don Camillo Monseigneur en 2025

Après de difficiles tractations, en 2012 Gilles Gauci obtient les droits de Don Camillo et Peppone dans lequel il interprétera le rôle du curé légendaire. En effet, après des discussions prolongées avec la Société des auteurs et compositeurs dramatiques (SACD) c’est la société Ahn & Simrock Bühnen- und Musikverlag (de), maison d’édition allemande basée à Hambourg, qui lui donnera les droits de representation. En 2013, le personnage de Don Camillo sera joué pour la première fois au théâtre en France. C'est une création inédite sur les planches françaises que le Théâtre du Verseau de Cannes jouera plus de deux cents fois.
À partir de 2015, il revêt durant trois ans la djellaba d’Ali Baba dans Ali Baba et les Quarante Voleurs. Après presque « mille et une nuits » (la tournée durera trois ans), les producteurs lui demandent de reprendre la soutane et il continue donc avec la suite de Don Camillo, La Grande Bagarre de Don Camillo, qui connaîtra le même succès que le précédent spectacle à tel point qu’il décline l’histoire de ce personnage emblématique dans un décor naturel lors de déambulations avec le public : Les Promenades théâtrales de Don Camillo. Le premier village à lui servir d’écrin sera le village d’Auribeau-sur-Siagne en 2022, d’autres suivront. 
Un troisième opus a été écrit pour la saison 2025-2026 : Don Camillo Monseigneur. La creation a eu lieu à Scene55 de Mougins en décembre 2024. Dans ce nouvel épisode on retrouve à Rome Don Camillo, devenu Monseigneur, et son adversaire Peppone, nommé sénateur. Les années passant, ils ont certes beaucoup mûris mais revenant dans leur village, Brescello va encore résonner des échos de leurs querelles, car justement c’est ce village qui ravivera leur antagonisme légendaire. L’instinct bagarreur de ces deux rivaux réserve des scènes croustillantes avec des détonations et même du menu larcin ; au final dans cette dernière aventure c’est tout de même l’humanité qui transparaît à travers leur relation turbulente mais néanmoins amicale.

#### La Femme du boulanger

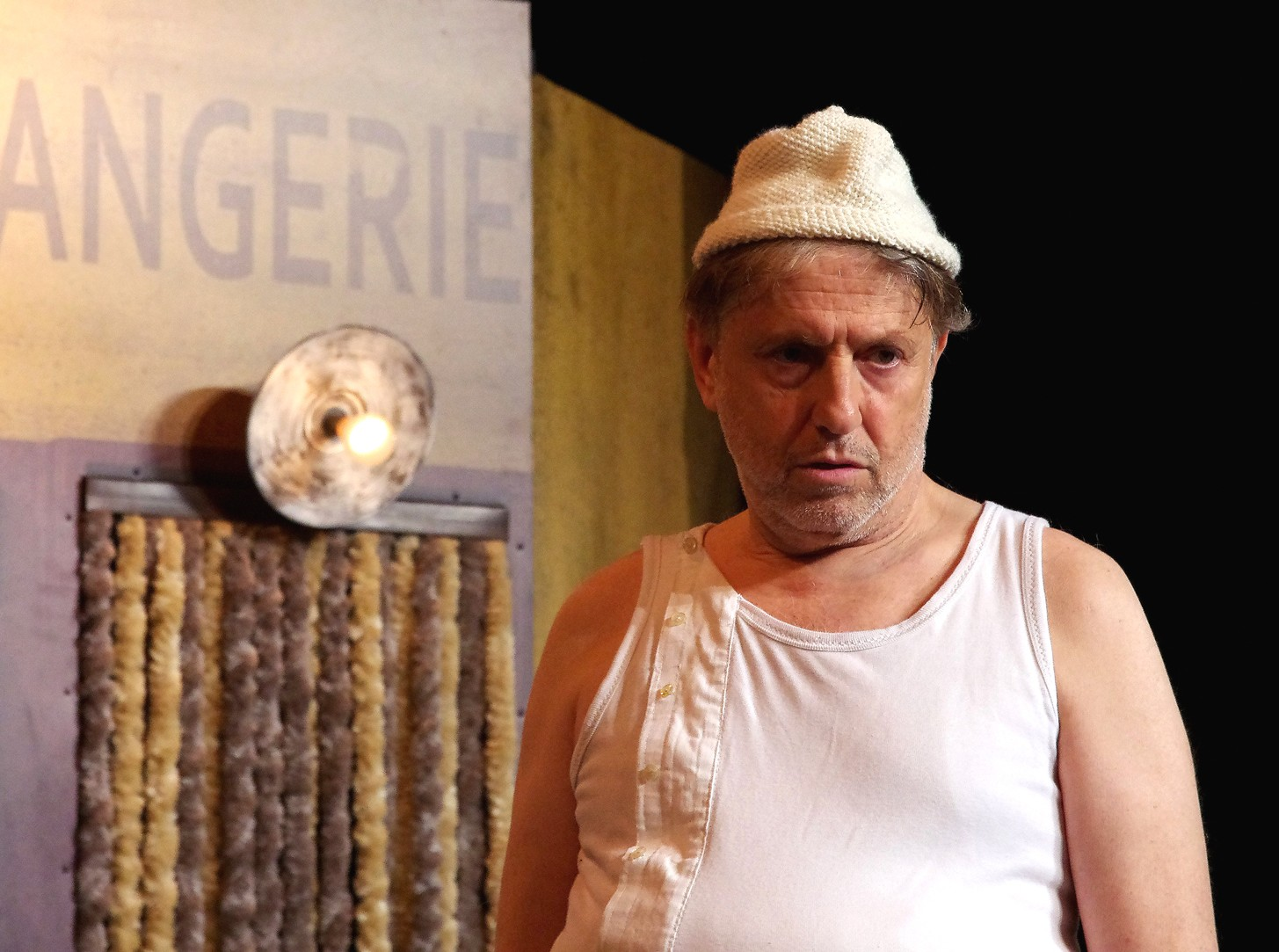
Gilles Gauci lors d'une représentation de La Femme du boulanger en 2021.

Entre-temps, en 2021 il revient à la Provence et Pagnol dans La Femme du boulanger. Il personnifie dans ce drame psychologique plein d’humanité le boulanger Aimable Castanier, un rôle subtil et tout en nuances.
La Femme du boulanger décrit la vie d’un petit village de Provence dans la première moitié du 20e siècle ; le milieu social, replié sur lui-même, gravite surtout autour des personnages clés : le curé, l’instituteur, le boulanger mais aussi le riche propriétaire terrien ou le brave paysan, une époque où la vie quotidienne reste sous le joug des grands principes du patriarcat, où chacun vit au rythme des « on-dit ». Dans ce contexte, le fait que la femme du boulanger ait osé le quitter pour un autre homme soulève la réprobation générale. D’autant que ces braves villageois sont inquiets de ne plus avoir leur pain quotidien – le boulanger, dans sa grande tristesse, ayant décidé de ne plus en faire. Mais surtout, il y a ces fameuses valeurs morales qui ont été bafouées : c’est comme si la boulangère avait trahi tout le village. Entre petites mesquineries et affliction sincère, cette histoire veut surtout nous relater les travers de chacun avec pour seul souci : surtout que rien ne change dans leurs vies !

#### En Scène Monsieur Guitry

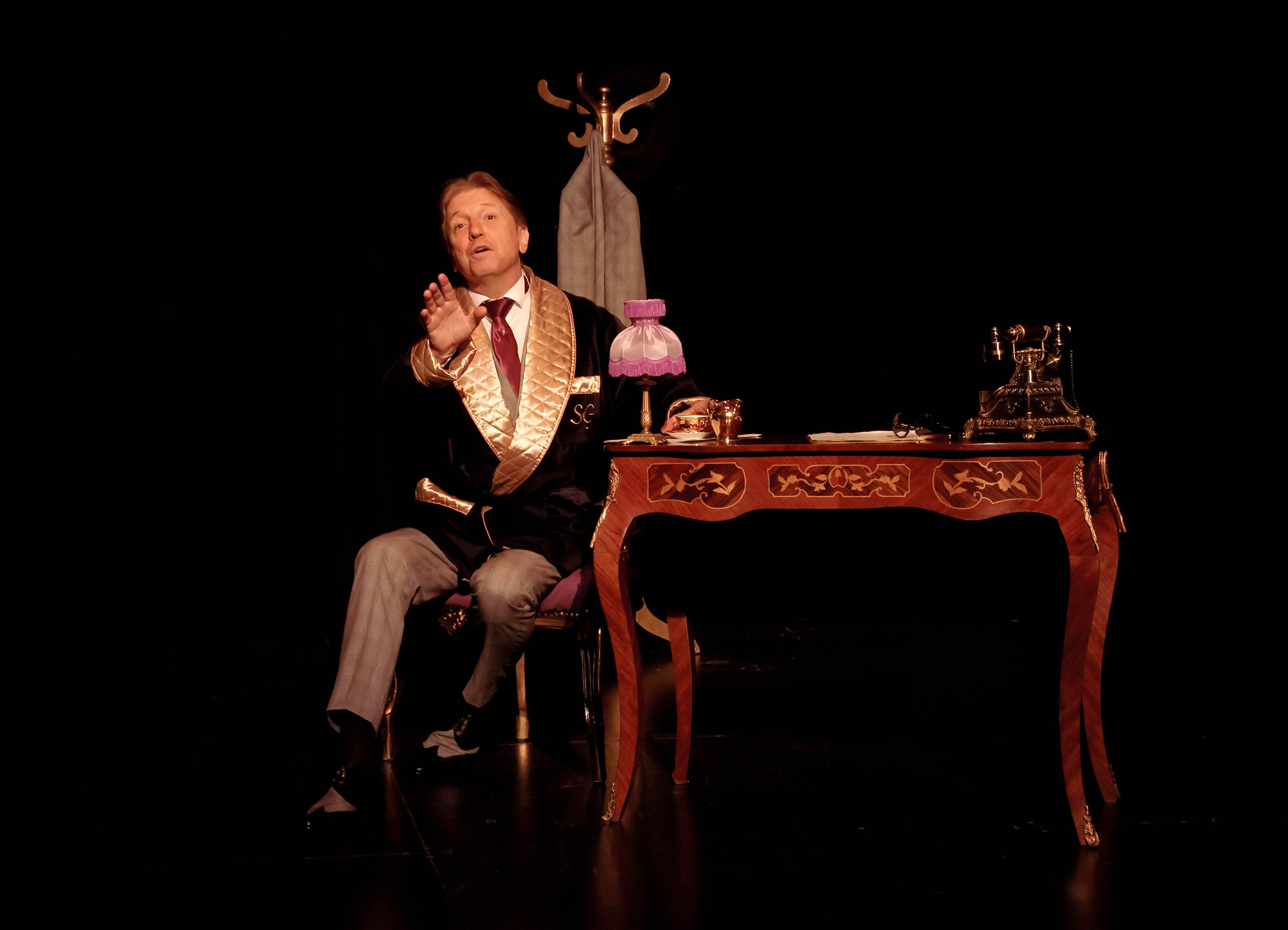
Gilles Gauci dans En Scène Monsieur Guitry (2019)

Après tant d’années passées sur les planches, Gilles Gauci décide de se lancer dans l’écriture d’un spectacle. C’est dix ans cette fois-ci qu’il lui faudra attendre les droits d’auteur pour travailler sur l’œuvre de Sacha Guitry, un projet qu’il nourrit secrètement depuis plus d'une quinzaine d'années.
Sacha Guitry a été très influent pendant plus de cinquante ans sur le monde des arts. Il a partagé avec son père la même passion du théâtre, ce qui nous a voulu de magnifiques réalisations toutes empreintes de son goût pour les bons mots mais aussi de son trait de caractère : la provocation. On adorait Guitry ou on le détestait, mais il ne laissait personne indifférent. Il avait très vite compris que tout passe mieux avec de l’humour, ce qui lui a permis d’aborder dans son œuvre des sujets sérieux. S’il fut souvent contesté c’est parce qu’il a toujours refusé de se laisser bâillonner. Ses œuvres  ont su séduire son public et là est l’essentiel.
C’est ainsi que Gilles Gauci co-écrit un seul en scène sur la vie de ce grand dramaturge, en s’inspirant des œuvres, des réflexions, de textes critiques et de la correspondance de l’auteur. Le succès le mènera des théâtres régionaux à des théâtres nationaux conventionnés, en passant par le Festival Off d'Avignon, et en 2023 et 2024 sur des scènes parisiennes, notamment au Théâtre de l'Épée de Bois à la Cartoucherie, haut lieu du théâtre contemporain à Paris,.

### Autres activités
Outre ses activités de comédien, Gilles Gauci a occupé la fonction de directeur du centre culturel municipal de Mandelieu-la-Napoule de mars 2008 à mars 2014.
Actuellement, il est adjoint au maire de cette commune, en charge, entre autres, de la Culture.
Il occupe également la fonction de conseiller communautaire de la communauté d'agglomération Cannes Pays de Lérins et celle de vice-président du SICASIL (Syndicat de l’eau).